# A Coruña

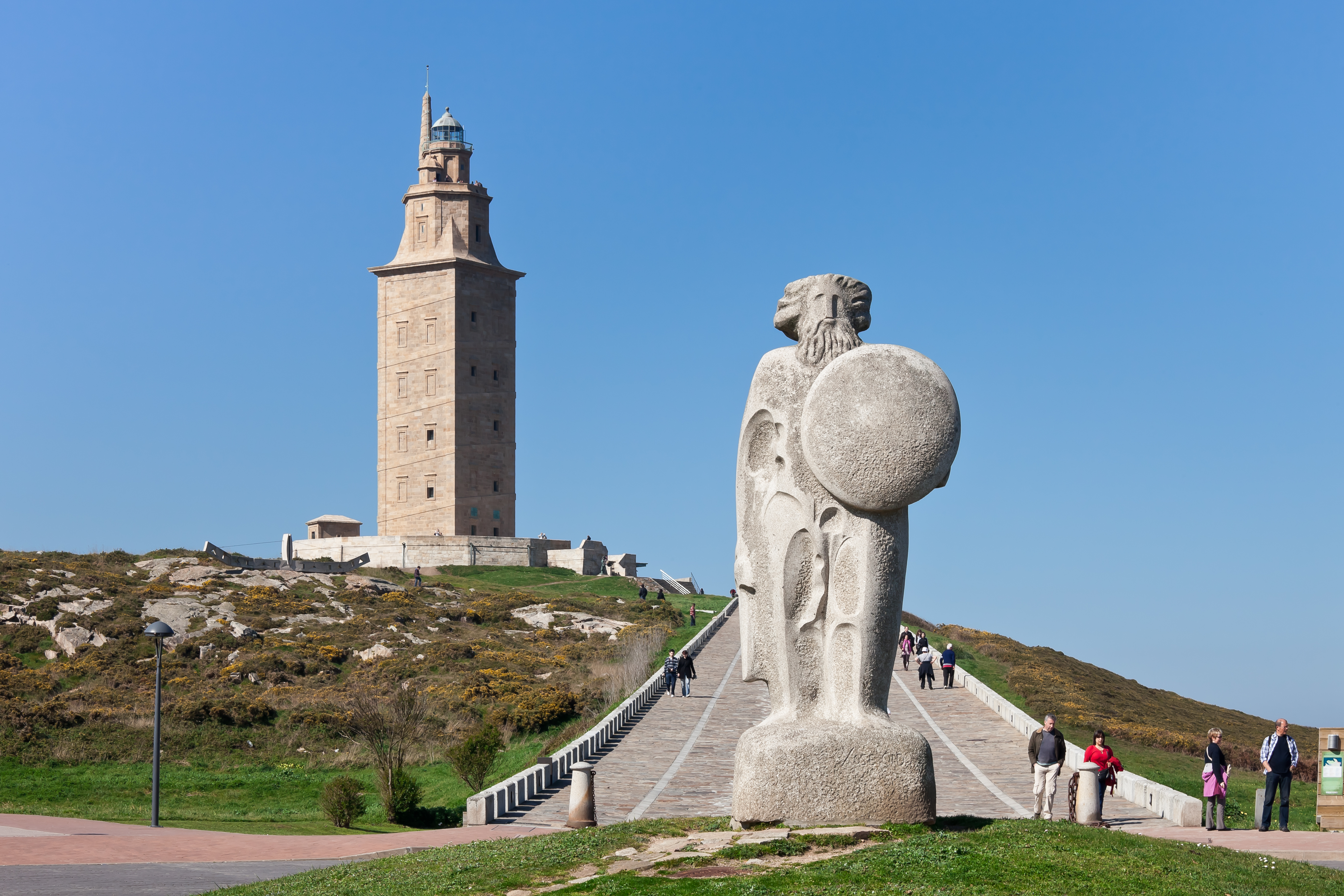
Herkulestornet.

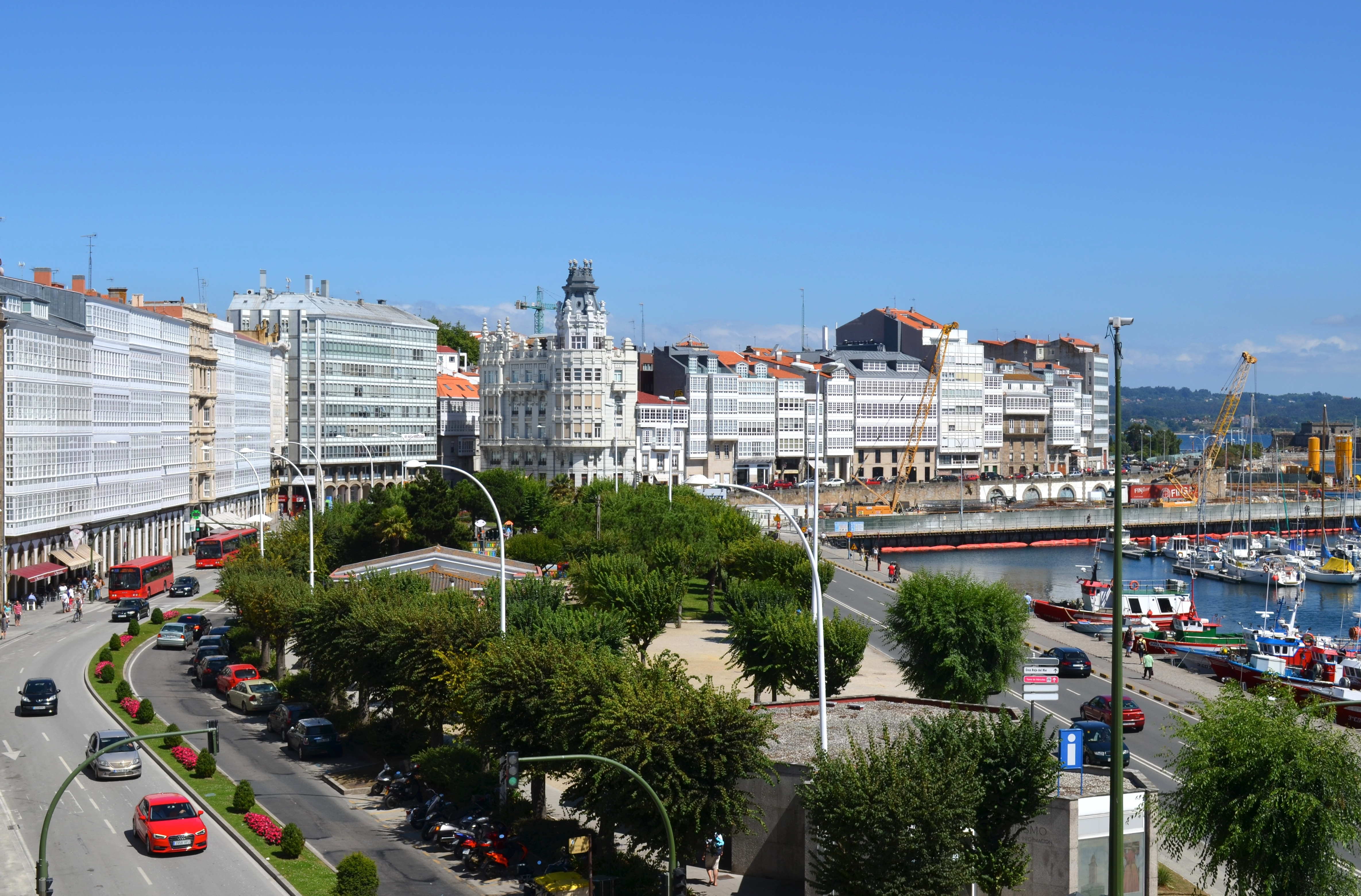
Avenida de la Marina.

A Coruña (galiciskt uttal: [ɐ koˈɾuɲɐ] ( lyssna), spanska: La Coruña [la koˈɾuɲa] ( lyssna)) är en stad och kommun i den autonoma regionen Galicien i nordvästra Spanien. Den ligger på Atlantkusten, cirka 510 kilometer nordväst om Madrid. A Coruña är huvudort i provinsen med samma namn. Kommunen har 249 261 invånare (2024), på en yta av 38,64 km². Det är Galiciens näst folkrikaste kommun efter Vigo.
Staden är ett centrum för handel och kultur i området, har en betydande hamn och är distributionscentral för jordbruksvaror från de närliggande distrikten. I A Coruña finns Inditex huvudkontor.

## Sport
Deportivo de La Coruña är ett fotbollslag från staden som spelar i tredjedivisionen Primera Federación. Hemmaarenan heter Estadio Municipal de Riazor.

## Kända personer från A Coruña
- Emilia Pardo Bazán (1851–1921), författare och journalist
- Ramón Menéndez Pidal (1869–1968), filolog och litteraturhistoriker
- Fernando Casado Arambillet (1917–1994), artistnamn Fernando Rey, skådespelare
- María Casares (1922–1996), skådespelare
- Luis Suárez Miramontes (1935–2023), fotbollsspelare
- Fernando Romay (född 1959), basketspelare